# Acacia yorkrakinensis
Acacia yorkrakinensis là một loài thực vật có hoa trong họ Đậu. Loài này được C.A.Gardner miêu tả khoa học đầu tiên.
Đây là loài bản địa Tây Úc. Cây bụi thường mọc dày đặc thường phát triển đến chiều cao từ 1 đến 4 mét và các nhánh từ gần mặt đất.